# Pekinezer
Pekinezeri su pripadnici najstarije rase pasa, a nastali su u Kini. Njihovo ime dolazi iz grada Pekinga. Maleni su, ali znaju biti iznenađujuće teški kad se podignu jer imaju teške kosti.

## Povijest
Pekinezer je jedna od najstarijih pasmina uopće. Postoji više od 350 vrsta, a prema legendi, nastao je od lava i majmunice koji su se jako voljeli. Pekinezer je stoljećima živio isključivo na carevu dvoru. Veoma su ga pazili, njegovali i duboko poštovali, a pogotovo car. Dapače, minjaturne (Sleeve) pekinezere je čak nosio u svojim širokim rukavima, a oni malo poveći su držali stražu ispred vrata dvora. Smatralo se da on štiti svoga gospodara na onom svijetu pa su ih nerijetko, kada bi gospodar preminuo, ubijali kako bi njegova duša otišla na put zajedno s gospodarevom.
U 19. stoljeću odnose ih u Englesku, gdje i dalje uživaju veliku udobnost i obavezne šetnje. Pomalo su suzdržani prema ljudima. Samo vlasniku otvoreno pokazuju ljubav. Slična pasmina ši-cu nastala je križanjem pekinezera i lhasa apse.

## Karakter
Pekinezeri imaju jak karakter i pravi su zaštitnici jer se znaju dobro braniti. Iako su maleni, toliko su hrabri da to može prijeći u tvrdoglavost. Osjećajni su i neovisni. Povremeno ih je teško nahraniti jer žele pokazati da su dominantniji od vlasnika pa odbijaju hranu. Opet, ako previše jedu mogu postati pretili.
Katkad toliko vole svog vlasnika da postanu ljubomorni. Znaju dugo i bučno lajati. Nisu agresivni, ali lajanjem dokazuju svoju neizmjernu vjernost. Dobri su za život u stanu i nije im nužno dvorište. Ipak, kako bi očuvali zdravlje, potrebno ih je redovito šetati i igrati se s njima. Oni su jako zaigrani psi i treba im posvetiti puno pažnje. Pekinezer voli samo svog vlasnika, a prema stranim ljudima je rezerviran. Ne voli se pretjerano maziti pa nije ljubitelj male djece. Posebno voli živjeti sa starijim osobama, a i dobro se slaže s drugim psima i životinjama.

## Izgled
Većina pekinezera ima dugu svilenu dlaku. Boje su najčešće crna, bijela, smeđa, žuta te narančasta. Njuška im je tupa i vrh tartufa hrapav. Oči su velike i izbočene. Pekinezeri imaju dug jezik koji za vrijeme ljeta neprekidno viri iz gubice. Rep im je najčešće kitnjast i dug, dok se mogu naći i drugačije varijante. 
Kraljevski pekinezer odlikuje se posebnom mješavinom smeđe, bakrene i crne boje koja mu daje poseban kraljevski izgled. Imaju poludugu dlaku i velike smeđe oči te dug rep osjenčan crnom bojom.

## Bolesti
Njihov prosječni životni vijek je između 14 i 18 godina. Skloni su bolestima srca, dišnim problemima i lako se prehlade. Za jake hladnoće se preporuča nošenje toplog kaputića radi velike osjetljivosti.
Obavezno ih treba svakodnevno četkati jer im se svilenkasta dlaka lako zapetlja. Posljedice neredovitog četkanja su zamršeni grumeni dlake koje je potrebno pažljivo ošišati. Također su skloni su krmeljanju očiju pa je u tu svrhu potrebna redovita njega. Treba im čistiti lice i područje između očiju i njuške te provjeravati što im se sve krije u dlakavim šapama.  